# Анджей Зимняк
Анджей Зимняк (пол. Andrzej Zimniak, 3 жовтня 1946, Варшава) — польський письменник-фантаст та фізхімік, що має звання доктора хімії, та працює науково-педагогічним співробітником Інституту технології ліків фармацевтичного факультету Варшавського медичного університету.

## Біографія
Анджей Зимняк народився у Варшаві. Він закінчив XIV Загальноосвітній ліцей імені Станіслава Сташиця у 1964 році, а вищу освіту здобув на хімічному факультеті Варшавської політехніки, який закінчив у 1969 році. У 1976 році він захистив докторську дисертацію з хімії. Він є співавтором 43 наукових публікацій та 2 патентів. Анджей Зимняк працює науково-педагогічним співробітником Інституту технології ліків фармацевтичного факультету Варшавського медичного університету, спеціалізується на вивченні будови біологічно активних сполук методом спектрального аналізу.
Літературну творчість Анджей Зимняк розпочав у 1980 році публікацією в тижневику Варшавської політехніки «Politechnik» оповідання «Поєдинок». Його першою авторською книгою стала збірка оповідань «Шляхи існування», що вийшла друком 1984 року. Відтоді він опублікував близько 70 оповідань та новел у кількох книгах, а також у журналах «Fantastyka», «Feniks», «Młody Technik», «Nowa Fantastyka», «Odgłosy», «Problemy», «Przegląd Techniczny» i «Science Fiction». Більшість із них він видав у 8 збірках, а також у кількох антологіях наукової фантастики. Його оповідання «Клітка, повна ангелів» (пол. Klatka pełna aniołów) опубліковане у перекладі чеською, англійською та французькою мовами. Він також опублікував три науково-фантастичні романи — «Марціана й ангели», «Білий рій» та «Володарі світанку», а також збірку есе і том фрашок. Анджей Зимняк є членом Спілки польських письменників та ініціатором вручення Літературної премії імені Єжи Жулавського.

## Особисте життя
Анджей Зимняк цікавиться аквалангізмом, фотографією. подорожами та виверженнями вулканів.. Він одружений та має одну дитину.